# Grabów nad Pilicą (gmina)
Pour les articles homonymes, voir Grabów nad Pilicą.
Grabów nad Pilicą est une gmina rurale (gmina wiejska) du powiat de Kozienice dans la Voïvodie de Mazovie, dans le centre-est de la Pologne.
Son siège administratif est le village de Grabów nad Pilicą, qui se situe environ 29 kilomètres au nord-ouest de Varsovie (capitale de la Pologne) et 57 kilomètres au sud de Varsovie (capitale de la Pologne).
La gmina couvre une superficie de 125 km2 pour une population de 3 902 habitants en 2016.

## Histoire
De 1975 à 1998, la gmina est attachée administrativement à la voïvodie de Radom.

Depuis 1999, elle fait partie de la voïvodie de Mazovie.

## Géographie
La gmina de Grabów nad Pilicą inclut les villages et les localités de :
- Augustów
- Broncin
- Brzozówka
- Budy Augustowskie
- Celinów
- Cychrowska Wola
- Czerwonka
- Dąbrówki
- Dziecinów
- Edwardów
- Grabina
- Grabów nad Pilicą
- Grabów Nowy
- Grabów Zaleśny
- Grabowska Wola
- Kępa Niemojewska
- Koziołek
- Łękawica
- Lipinki
- Nowa Wola
- Paprotnia
- Strzyżyna
- Tomczyn
- Utniki
- Wyborów
- Zakrzew
- Zwierzyniec

### Gminy voisines
La gmina de Grabów nad Pilicą est voisine des gminy suivantes :
- Głowaczów
- Magnuszew
- Stromiec
- Warka

## Structure du terrain
D'après les données de 2002, la superficie de la commune de Grabów nad Pilicą est de 125 km², répartis comme tel :
- terres agricoles : 51 %
- forêts : 49 %

La commune représente 13,64 % de la superficie du powiat.